# Moon Studios
Moon Studios est un studio indépendant autrichien de développement de jeu vidéo.

## Historique
Moon Studios est fondé en 2010 par Thomas Malher, ancien de Blizzard Entertainment et actuel directeur du studio, et par Gennadiy Korol, ingénieur graphique qui travaillait dans l'ancien studio d'animation Animation Lab (en),,. Moon Studios siège à Vienne en Autriche mais possède la particularité d'avoir des membres répartis partout dans le monde.
En 2011, le studio commence le développement d'un jeu en coopération avec Microsoft Games Studios. Le jeu est publié en 2015 sous le nom d'Ori and the Blind Forest, pour lequel Moon Studios remporte plusieurs prix comme celui du « meilleur premier jeu » des Game Developers Choice Awards 2016 ou celui de la « meilleure réalisation artistique » aux British Academy Video Games Awards 2016. 
Une suite nommée Ori and the Will of the Wisps est annoncée lors de la conférence de Microsoft à l'E3 2017. Elle sort en mars 2020.
Lors d'un interview par GameSpot tenue en avril 2020, le fondateur du studio Thomas Mahler annonce que le prochain jeu de Moon Studios quittera le fantastique pour proposer une histoire centrée autour d'êtres humains. 
En 2021, la société travaille sur No Rest for the Wicked, un jeu d'action-RPG publié par Private Division. 
En novembre 2024, Private Division est vendu par Take-Two Interactive à Haveli Investments,,. Cependant, en mars 2025, Moon Studios récupère les droits d’édition de No Rest for the Wicked, devenant ainsi totalement indépendant. À cette occasion, le PDG du studio Thomas Malher annonce que la série Ori (composée d'Ori and the Blind Forest et d'Ori and the Will of the Wisps) s'est désormais écoulée à plus de 15 millions d'exemplaires,.

## Ludographie
| Titre                                       | Date de sortie | Plates-formes                                 |
| ------------------------------------------- | -------------- | --------------------------------------------- |
| Ori and the Blind Forest                    | 2015           | Microsoft Windows, Xbox One                   |
| Ori and the Blind Forest Definitive Edition | 2016           | Microsoft Windows, Xbox One, Nintendo Switch  |
| Ori and the Will of the Wisps               | 2020           | Microsoft Windows, Xbox One, Nintendo Switch  |
| No Rest for the Wicked                      | 2024           | Microsoft Windows, PlayStation 5, Xbox Series |